# سیارک ۳۱۰۲۸
سیارک ۳۱۰۲۸ (به انگلیسی: 31028 Cerulli، نامگذاری:1996HH1) سی و یک هزار و بیست و هشتمین سیارک کشف شده‌است که در ۱۸ آوریل ۱۹۹۶ کشف شد.